# Kockahalmozás

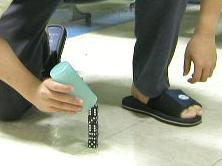
Kockahalmozó, aki 5 kockát halmoz fel

A kockahalmozás egy olyan előadó-művészet, melyben az előadó a kockákat egy pohárba húzza, majd leteszi azt, miközben a poharat úgy mozgatja, hogy a benne lévő kockák a centripetális erő és a tehetetlenség hatására egy toronyba rendeződnek. A különböző kockaelrendezések, kockaszínek és húzási minták különböző nehézségi szinteket tesznek lehetővé. 

## Használt kockák

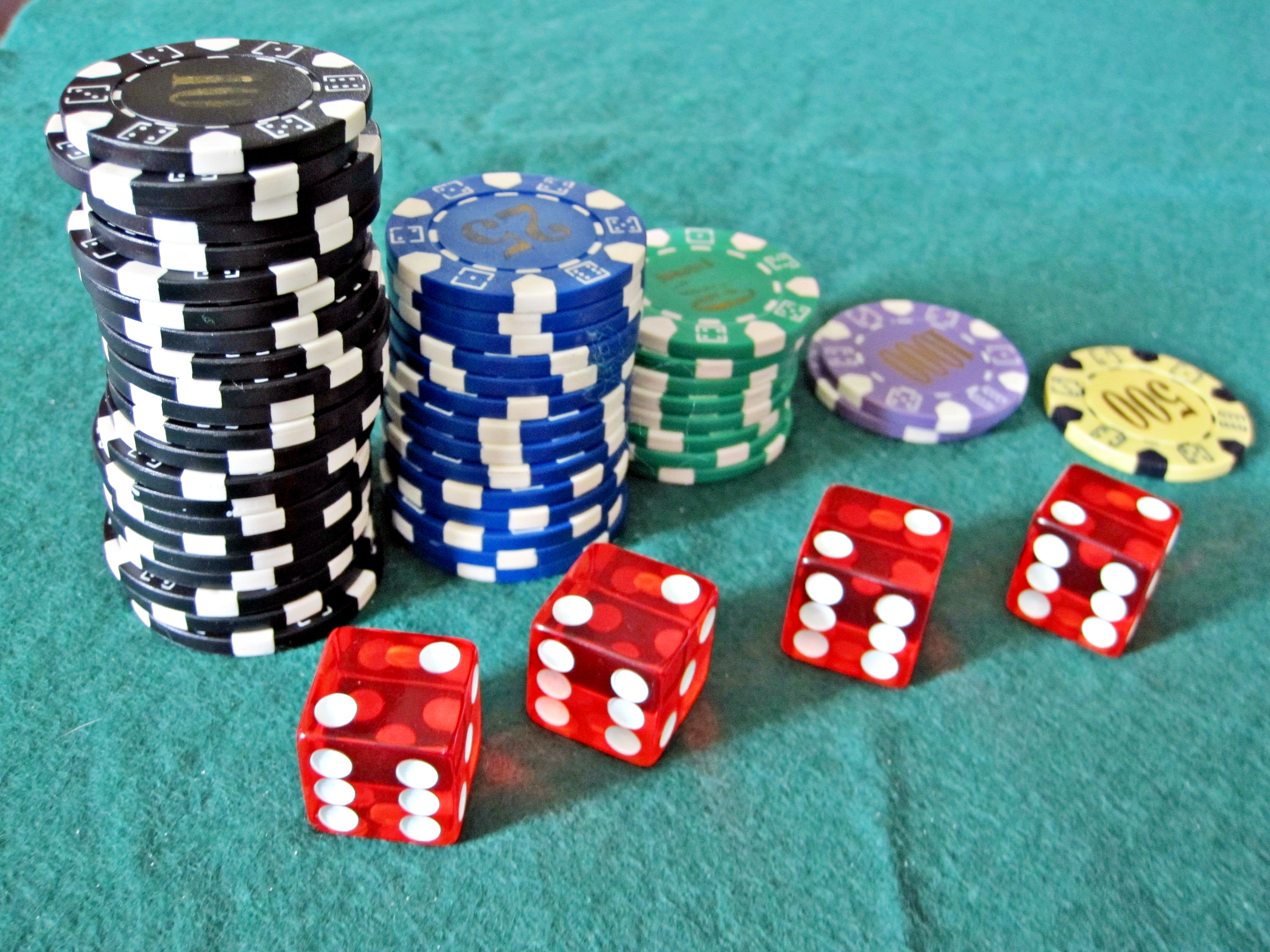
Precíziós kaszinói dobókocka

A kockahalmozást általában precíziós kaszinói dobókockákkal hajtják végre, melyek négyszögletes széle és nagyobb súlya könnyebbé teszi a halmozást az előadónak.

## Fordítás
- Ez a szócikk részben vagy egészben  a   Dice stacking című angol Wikipédia-szócikk ezen változatának fordításán alapul.  Az eredeti cikk szerkesztőit annak laptörténete sorolja fel. Ez a jelzés csupán a megfogalmazás eredetét és a szerzői jogokat jelzi, nem szolgál a cikkben szereplő információk forrásmegjelöléseként.